# Trichoscypha lucens
Trichoscypha lucens är en sumakväxtart som beskrevs av Oliver. Trichoscypha lucens ingår i släktet Trichoscypha och familjen sumakväxter. Inga underarter finns listade i Catalogue of Life.